# Berlin Zehlendorf
Berlin Zehlendorf – przystanek kolejowy w Berlinie, w Niemczech. Posiada 4 kategorię. Znajdują się tu 2 perony.